# 11163 Milešovka
11163 Milešovka è un asteroide della fascia principale. Scoperto nel 1998, presenta un'orbita caratterizzata da un semiasse maggiore pari a 3,0453148 UA e da un'eccentricità di 0,1456025, inclinata di 10,66676° rispetto all'eclittica.